# Karg (Familienname)
Karg ist ein deutscher Familienname.

## Namensträger
- Andrea Karg (* 1961), deutsche Modedesignerin
- Anton Karg (1835–1919), österreichischer Politiker
- Carola Karg (1910–1985), deutsche Widerstandskämpferin
- Christiane Karg (* 1980), deutsche Opern-, Lied-, Konzert- und Oratoriensängerin (Sopran)
- Detlef Karg (* 1945), deutscher Gartenarchitekt, Gartenhistoriker und Denkmalpfleger
- Elisabeth Karg (1935–2024), deutsche  Volksschauspielerin
- Elisabeth Karg-Gasterstädt (1886–1964), deutsche Mediävistin
- Fritz Karg (1892–1970), deutscher Germanist
- Gabriel Karg (um/vor 1570–um 1630/1640), schwäbischer Maler
- Georg Karg (um 1512–1576), deutscher Theologe, Reformator und Konfessionalist, siehe Georg Parsimonius
- Georg Karg (Unternehmer) (1888–1972), deutscher Warenhausunternehmer
- Georg Karg (Wirtschaftswissenschaftler) (* 1941), deutscher Haushaltsökonom
- Gertrud Karg-Bebenburg (1944–1998), österreichische Journalistin und Schriftstellerin
- Hans Karg (Maler) (1551–um 1610), deutscher Maler
- Hans von Karg-Bebenburg (1906–1982), österreichischer Sänger, Gesangslehrer und Dichter
- Hans Karg (Skispringer), deutscher Skispringer
- Hans-Georg Karg (1921–2003), deutscher Unternehmer und Stiftungsgründer
- Hans Hartmut Karg (* 1947), deutscher Erziehungswissenschaftler
- Johannes Karg (auch Parsimonius, 1525–1588), deutscher lutherischer Theologe, Historiker und Pädagoge
- Josef Karg (1936–1993), deutscher Architekt und Hochschullehrer
- Joseph Theodor Johann Baptist von Karg-Bebenburg (1833–1899), fränkisch-bayerischer Adeliger, Offizier, Beamter, Philanthrop und Hundezüchter
- Jürgen Karg (* 1942), deutscher Musiker und Klangkünstler
- Julia Karg, deutsche Filmeditorin
- Julius Karg (1907–2004), Landkommissar in Rappoltsweiler von 1940–1942
- Karl Hermann Karg (1859–1905), deutscher Chirurg und Hochschullehrer
- Norbert Karg (1954–2001), deutscher Vorderasiatischer Archäologe
- Patricia Karg (* 1961), österreichische Bildhauerin und Malerin
- Sabine Karg, deutsche Archäobotanikerin
- Sigfrid Karg-Elert (1877–1933), deutscher Komponist
- Stefanie Karg (* 1986), deutsche Volleyballspielerin
- Walter Erich Karg von Bebenburg (1927–1980), deutscher Chemiker und Schriftsteller, siehe Walter E. Richartz
- Werner Karg (* 1950), österreichischer Politiker (FPÖ)

Siehe auch:
- Karg von Bebenburg